# 李济生 (1917年)
李济生（1917年—2022年12月30日），原名李尧集，笔名纪申、海戈、文慧等，男，四川成都人，中国作家、翻译家、编辑出版家，上海文艺出版社编审。

## 家庭
父亲李道河。哥哥巴金。